# Chart Korbjitti

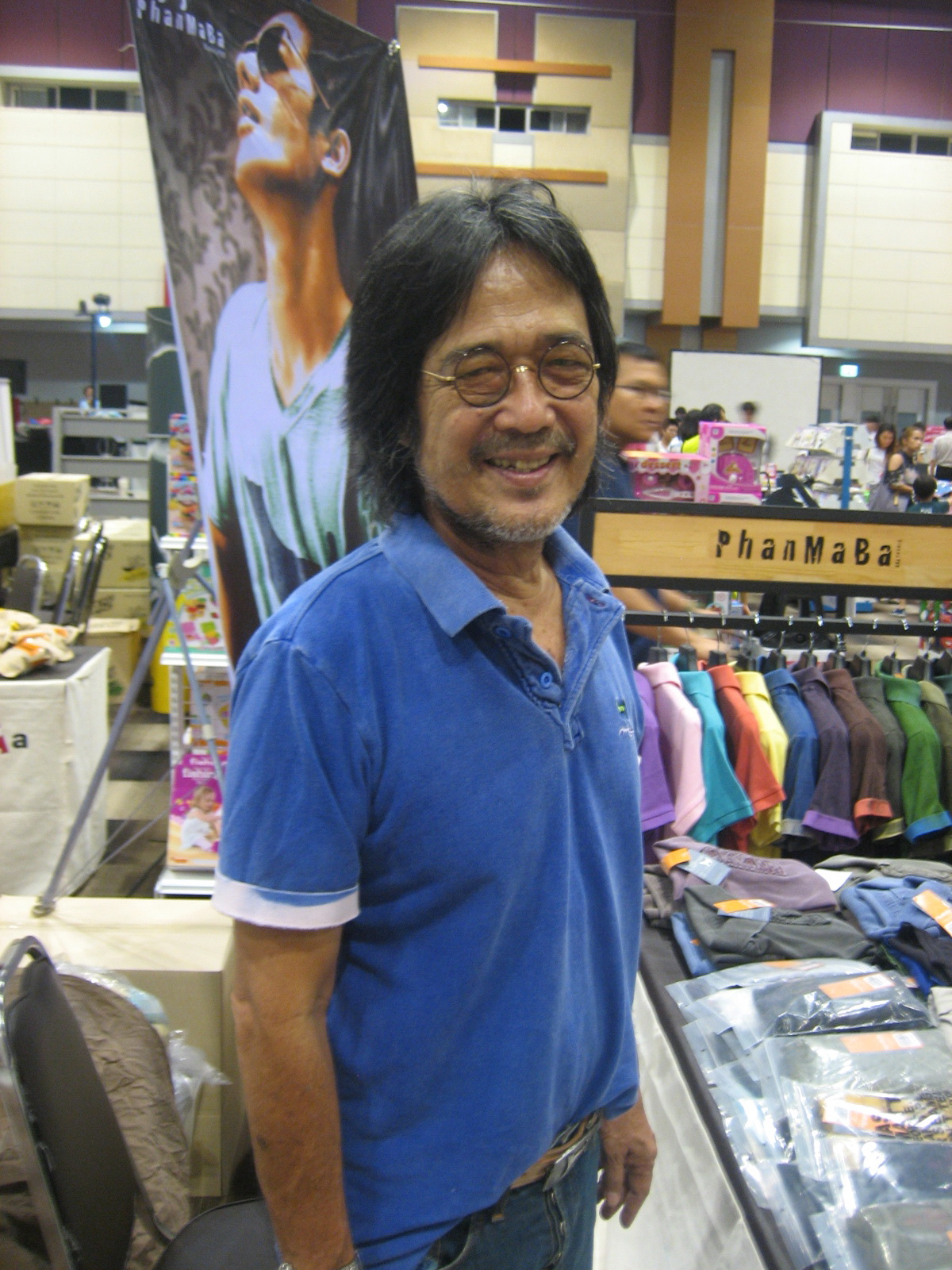
Chart Korbjitti 2018 in Bangkok

Chart Korbjitti (thaï : ชาติ กอบจิตติ; geboren 25. Juni 1954 in Samut Sakhon, Region Khlong Sunak Hon) ist ein thailändischer Schriftsteller, der für seine Romane „Das Urteil“ und „Schlage die Stunde“ 1982 und 1994 den S.E.A. Write Award für Thailand erhielt, vergleichbar dem Büchner-Preis in Deutschland oder dem Prix Goncourt in Frankreich. Er gilt als einer der großen zeitgenössischen Schriftsteller Thailands.

## Leben

### Jugend
Chart war das zweite von neun Kindern einer Familie von Salz- und Lebensmittelhändlern. Samut Sakhon war damals noch ein Dorf von Fischern und Salzbauern. Nachdem seine Eltern einen Lastkahn gekauft hatten, um Salz zu transportieren, und damit wochenlang den Chao Praya-Fluss auf und ab fuhren, zogen die Kinder nach Maha-chai zur Großmutter, die Marktfrau war. Dort besuchte Chart Korbjitti die öffentliche Schule und erhielt eine religiöse Ausbildung in einem Kloster im nahe gelegenen Bangkok. Danach bezog er mit fünf Freunden ein Haus und studierte fünf Jahre Malerei und Druckgrafik an der Poh Chang Kunstakademie in Bangkok.

### Schriftsteller
Nachdem er verschiedene Berufe ausgeübt und dann einen Handwerksbetrieb für Lederwaren gegründet hatte, verkaufte er sein Geschäft, ließ sich als freier Schriftsteller nieder und erklärte: "Ich habe mich dafür entschieden, Schriftsteller zu sein. Ich widme mein ganzes Leben diesem Beruf. Ich habe mein ganzes Leben dafür verkauft". Seine Erzählung „Phu Phae“ gewann 1979 den Cho Karaket-Preis für Kurzgeschichten der Zeitschrift Lok Nangsue.
Er gründete den Verlag Samnakphim Hon (Heulende Bücher), in dem alle seine Werke veröffentlicht werden. Chart Korbjitti ist einer der wenigen thailändischen Schriftsteller, der vom Verkauf seiner Romane und Kurzgeschichten leben kann; seine Bücher verkaufen sich in Zehntausenden von Exemplaren und werden regelmäßig neu aufgelegt. 2004 wurde er zum Nationaldichter ernannt.
Er konnte es sich leisten, drei Jahre durch Nordamerika zu reisen und dabei Englisch zu lernen. Nach seiner Rückkehr baute er in Pak Chong ein Bauernhaus, wo er noch heute lebt. In den letzten Jahre gibt er dort auch Schreibkurse.

### Privates
Korbjitti heiratete mit 23 Jahren seine Frau Soui. Diese gab ihre Stelle im Nationalmuseum auf, um die Hausarbeit mit ihm zu teilen. Die beiden entschieden sich gegen Kinder.

## Werke (Auswahl)
Einige Bücher von Korbjitti wurden ins Französische übersetzt, keines der Bücher ins Deutsche.
- ทางชนะ (Thang Chana; Dem Sieg entgegen), Kurzgeschichten, 1979
- จนตรอก (Chon Trok; Sackgasse), Kurzgeschichte, 1980
- คำพิพากษา (Kampipaksa; Das Urteil), Roman, 1981
- เรื่องธรรมดา (Rueang Thamada; Eine alltägliche Geschichte), Kurzgeschichte, 1983
- มีดประจำตัว (Mit Pracham Tua; Das eigene Messer), Kurzgeschichten, 1984
- หมาเน่าลอยน้ำ (Ma Nao Loi Nam; Der im Wasserlauf zersetzte Hund), Kurzgeschichte, 1987
- พันธุ์หมาบ้า (Phan Ma Ba; Verrückte Hunde), Roman, 1988
- นครไม่เป็นไร (Nakhon Mai Pen Rai; Die Stadt Mai Pen Rai), Kurzgeschichte, 1989
- เวลา (Wela ; Schlage die Stunde), Roman, 1993
- บันทึก : บันทึกเรื่องราวไร้สาระของชีวิต (Banthuek: Banthuek Rueang Rao Rai Sara Khong Chiwit; Notiz über die Absurdität des Lebens), Essay, 1996
- รายงานถึง ฯพณฯ นายกรัฐมนตรี (Raingan Thueng Phanathan Nayok Ratthamontri; Bericht an Seine Exzellenz den Premierminister), Kurzgeschichte, 1996
- ลมหลง (Lom Long; Der vergessene Wind), Drehbuch, 2000
- เปลญวนใต้ต้นนุ่น (Ple Yuan Tai Ton Nun; Hängematte unterm Kapokbaum), 2003
- บริการรับนวดหน้า (Borikan Rap Nuat Na; Gesichtsmassageservice), 2005
- ล้อมวงคุย (Lorm Wong Khui), 2008
- โลกอันซ้อนกันอยู่ (Lok An Son Kan Yu; Facebook: Überlagerte Welten), Kurzgeschichte, 2016[8]
- (หา)เรื่องที่บ้าน ((Suche) Geschichte zu Hause), 2018